# 善知識
善知識，又譯善友，在藏地稱格西，原指良朋、良伴或良師，在佛教中指能夠引導眾生離惡修善，入於佛法的人，尤其是佛、菩薩和高僧大德。

## 詞源
可以譯為好的、微妙的、賢善的。義爲友誼、朋友，友愛的；如在印度神話中有密多罗（Mitra）即友爱神；而彌勒菩薩之所以又叫慈氏菩薩，就因為他的名字“彌勒”義爲仁慈的、慈愛的，即和“友愛”同源。

## 概論
善知識為具有善性與智慧之人，能於我為益，導我趨入善道，證入三乘菩提。善知識約略可分數種：
1. 外護善知識者，令我得安穩修道。
2. 同行善知識者，與我切磋策勵。
3. 教授善知識者，示教利喜於吾。
4. 實際實相善知識者，助吾證入三乘菩提。

## 外部連結
- （英文） Bullitt, John T.（2005）. Admirable friendship: Kalyanamittata [An anthology from the Pali Canon]. Retrieved 20 July 2007 from "Access to Insight" at Admirable friendship: kalyanamittata（页面存档备份，存于）.
- （英文） Subhuti (2001). Good Company [essay on spiritual friendship].  Printed in Dharmalife（No. 17, Winter 2001）.  Retrieved from "DharmaLife" at Good Company of Dharma Life.
- （英文）Spiritual Friendship（页面存档备份，存于） by Bhikkhu Bodhi（英语：Bhikkhu Bodhi）
- （中文）李瑞烈YouTube上的视频 專題『頓悟入道要門論』（六） （页面存档备份，存于）（臺灣閩南語）